# Manhattan Beach (Califòrnia)
Manhattan Beach és una ciutat dels Estats Units a l'estat de Califòrnia. Segons el cens del 2000 tenia 33.852 habitants.

## Demografia
Segons el cens del 2000, Manhattan Beach tenia 33.852 habitants, 14.474 habitatges, i 8.394 famílies. La densitat de població era de 3.325,8 habitants/km².
Dels 14.474 habitatges en un 28,1% hi vivien nens de menys de 18 anys, en un 49,8% hi vivien parelles casades, en un 5,8% dones solteres, i en un 42% no eren unitats familiars. En el 29,3% dels habitatges hi vivien persones soles el 6,5% de les quals corresponia a persones de 65 anys o més que vivien soles. El nombre mitjà de persones vivint en cada habitatge era de 2,34 i el nombre mitjà de persones que vivien en cada família era de 2,98.
Per edats la població es repartia de la següent manera: un 22,3% tenia menys de 18 anys, un 4,1% entre 18 i 24, un 37,5% entre 25 i 44, un 25,7% de 45 a 60 i un 10,4% 65 anys o més.
L'edat mediana era de 38 anys. Per cada 100 dones de 18 o més anys hi havia 101,6 homes.
La renda mediana per habitatge era de 100.750 $ i la renda mediana per família de 122.686 $. Els homes tenien una renda mediana de 84.256 $ mentre que les dones 54.142 $. La renda per capita de la població era de 61.136 $. Entorn del 2% de les famílies i el 3,2% de la població estaven per davall del llindar de pobresa.

## Poblacions més properes
El següent diagrama mostra les poblacions més properes.